# Bárka (folyóirat)
A Bárka irodalmi, művészeti és társadalomtudományi folyóirat 1993-ban indult, mint békéscsabai szépirodalmi lap. Kezdetben negyedévenként adták ki, 2000-től kéthavonta jelenik meg. 2007 januártól jelenik meg kiterjesztett internetes magazin változata, a Bárkaonline.

## Céljai
A Bárka folyóirat indulása óta minden művészeti irányzat képviselőinek megkötések nélküli bemutatására törekszik. A neves alkotók mellett fiatal szerzőket is bemutatnak, továbbá szabad vitafórumot nyújt a különféle stílusok és irányzatok számára.

## Története
A Bárka szépirodalmi lap 1993 február közepén indult a békéscsabai Tevan Kiadó gondozásában, Cs. Tóth János kiadói és társszerkesztői közreműködésével, főszerkesztője Kántor Zsolt volt. A bemutatkozó  első számának tetszetős központi témája a mítosz volt. Megjelenését a Művelődési Minisztérium, valamint Békéscsaba város önkormányzata támogatta. Az első évben három, 1994-ben két lapszám jelent meg. 1995-ben szünetelt a megjelenése. 1996 3/4. számától új évfolyamszámozást kezdtek az indulástól számítva.
1997-től 2001-ig Tevan és a Békés Megyei Könyvtárral együtt adta ki a lapot: 1997-től 1998-ig negyedéves időközönként, 1998-tól kezdve pedig kéthavonta jelent meg, 1999-ben a szerkesztőség a könyvtárba költözött. Szintén ettől az évtől Elek Tibor lett a főszerkesztő. 2000-től a könyvtár lett a lap kiadója. Ettől kezdve társadalomtudomány írások is olvashatóak a Bárkában, ami megjelenését Békés Megye Önkormányzata, Békéscsaba Megyei Jogú Város Önkormányzata és a Nemzeti Kulturális Alap támogatta.
2007 januártól jelenik meg a Bárka folyóirat online-változata, az irodalmi folyóiratok egyik első internetes magazin változataként. A Bárkaonline egy teljes spektrumú internetes irodalmi portál, naponta több frissített anyaggal: hírekkel, helyszíni tudósításokkal, kritikákkal, színházi, képzőművészeti beszámolókkal, interjúkkal, olvasónaplóval, tárcákkal videómegosztóval, programajánlóval. Vannak olyan rovatok, amelyek a nyomtatottban egyáltalán nincsenek, de van kölcsönhatás is a két felület között. 
2009 óta a Békéscsabai Jókai Színház a folyóirat fenntartója.

## Bárka-díj
2000-ben megalapították a Bárka-díjat, amely minden év végén kerül kiosztásra a szerkesztőség javaslatai alapján azon a laphoz hosszabb ideje kötődő szerzők között, akik az adott évben is jelentős publikációval, publikációkkal gazdagították a folyóiratot és olvasóit. A pénzjutalmat 2002-től Kiss György szobrász- és éremművész kisplasztikája egészíti ki.

## Munkatársak

### Főszerkesztők
- 1993–1998: Kántor Zsolt
- 1999–: Elek Tibor